# Al-Humaza
Al-Humaza “O Difamador” (do árabe: سورة الهمزة) é a centésima quarta sura do Alcorão e tem 9 ayats.

Faz referência a ave Ababil.